# Сельское поселение Шапша
Се́льское поселе́ние Шапша — муниципальное образование в Ханты-Мансийском районе Ханты-Мансийского автономного округа Российской Федерации.
Административный центр — деревня Шапша.

## История
Статус и границы сельского поселения установлены Законом Ханты-Мансийского автономного округа — Югры от 25 ноября 2004 года № 63-оз «О статусе и границах муниципальных образований Ханты-Мансийского автономного округа — Югры»

## Население
| 2010  | 2012  | 2013  | 2014  | 2015  | 2016  | 2017  |
| ----- | ----- | ----- | ----- | ----- | ----- | ----- |
| 1005  | ↗1266 | ↗1396 | ↗1461 | ↗1518 | ↗1550 | ↗1684 |
| 2018  | 2019  | 2020  | 2021  |       |       |       |
| ↗1717 | ↘1680 | ↘1676 | ↘1460 |       |       |       |

## Состав сельского поселения
| № | Населённый пункт | Тип населённого пункта          | Население |
| - | ---------------- | ------------------------------- | --------- |
| 1 | Зенково          | село                            | 87        |
| 2 | Шапша            | деревня, административный центр | 547       |
| 3 | Ярки             | деревня                         | 215       |

### Упразднённые населённые пункты
Законом Ханты-Мансийского автономного округа — Югры от 9 декабря 2015 года № 129-оз «Об изменениях административно-территориального устройства Ханты-Мансийского автономного округа — Югры и о внесении изменений в отдельные законы Ханты-Мансийского автономного округа — Югры» упразднено село Базьяны в связи с отсутствием в них постоянно проживающего населения.